# Limnodynastes depressus
The unrelated Corrugated Frog (Limnonectes laticeps) của Đông Nam Á is occasionally tiếng Anh thường gọi là "flat-headed frog".
The Flat-headed Frog (Limnodynastes depressus) là một loài ếch trong họ Myobatrachidae. Chúng là loài đặc hữu của Úc.
Các môi trường sống tự nhiên của chúng là đồng cỏ khô nhiệt đới hoặc cận nhiệt đới vùng đất thấp và đầm nước ngọt. Loài này đang bị đe dọa do mất môi trường sống.